# محمد زواوی
محمد زواوی (عربی: محمد الزواوي؛ ایتالیایی: Mohamed Zouaoui) بازیگر تونسی‌الاصل اهل ایتالیا است.
از فیلم‌ها و سریال‌های تلویزیونی که وی در آنها نقش داشته‌است، می‌توان به بَـرّ جدید، دوستانی چون ما و جنایت‌های غیرحرفه‌ای اشاره کرد. وی همچنین در سال ۲۰۱۰ در فیم «گل‌های کرکوک» به کارگردانی فریبرز کامکاری بازی کرد که برندهٔ «گوی زرین» (Globo d'Oro) «بهترین بازیگر جدید» شد.